# Kristiansund Ballklubb 2019
Questa voce raccoglie le informazioni riguardanti il Kristiansund Ballklubb nelle competizioni ufficiali della stagione 2019.

## Stagione
Il Kristiansund BK ha chiuso la stagione al 6º posto finale, mentre l'avventura nel Norgesmesterskapet si è chiusa al quarto turno, con l'eliminazione subita per mano dell'Odd. Torgil Øwre Gjertsen è stato il calciatore più utilizzato in stagione, a quota 32 presenze tra campionato e coppa. Amahl Pellegrino è stato invece il miglior marcatore della squadra, a quota 8 reti.

## Maglie e sponsor
Lo sponsor tecnico per la stagione 2019 è stato Macron, mentre lo sponsor ufficiale è stato SpareBank 1 Nordvest. La divisa casalinga è composta da un completo blu scuro, con inserti bianchi. Quella da trasferta era invece composta da una divisa bianca, con rifiniture blu.
| Casa | Trasferta |

## Rosa
| N. |                     | Ruolo | Calciatore           |
| -- | ------------------- | ----- | -------------------- |
| 1  | Irlanda (bandiera)  | P     | Sean McDermott       |
| 3  | Norvegia (bandiera) | D     | Christoffer Aasbak   |
| 4  | Francia (bandiera)  | D     | Christophe Psyché    |
| 5  | Norvegia (bandiera) | D     | Dan Peter Ulvestad   |
| 6  | Norvegia (bandiera) | D     | Andreas Hopmark      |
| 7  | Norvegia (bandiera) | A     | Torgil Øwre Gjertsen |
| 8  | Norvegia (bandiera) | C     | Olav Øby             |
| 8  | Svezia (bandiera)   | C     | Haris Cirak          |
| 9  | Norvegia (bandiera) | A     | Amahl Pellegrino     |
| 10 | Svezia (bandiera)   | C     | Liridon Kalludra     |
| 11 | Kosovo (bandiera)   | A     | Flamur Kastrati      |
| 12 | Estonia (bandiera)  | P     | Andreas Vaikla       |
| 13 | Norvegia (bandiera) | A     | Bendik Bye           |
| 14 | Norvegia (bandiera) | C     | Jesper Isaksen       |
| 15 | Norvegia (bandiera) | D     | Erlend Sivertsen     |

| N. |                     | Ruolo | Calciatore              |
| -- | ------------------- | ----- | ----------------------- |
| 16 | Fær Øer (bandiera)  | C     | Meinhard Olsen          |
| 17 | Norvegia (bandiera) | A     | Kristoffer Hoven        |
| 18 | Norvegia (bandiera) | D     | Christopher Lindquist   |
| 19 | Senegal (bandiera)  | D     | Aliou Coly              |
| 20 | Camerun (bandiera)  | A     | Thomas Amang            |
| 21 | Senegal (bandiera)  | C     | Amidou Diop             |
| 22 | Norvegia (bandiera) | D     | Bent Sørmo              |
| 23 | Norvegia (bandiera) | D     | Pål Erik Ulvestad       |
| 24 | Norvegia (bandiera) | D     | Sondre Sørli            |
| 25 | Norvegia (bandiera) | D     | Henrik Gjesdal          |
| 26 | Norvegia (bandiera) | D     | Max Normann Williamsen  |
| 27 | Estonia (bandiera)  | C     | Brent Lepistu           |
| 30 | Senegal (bandiera)  | P     | Serigne Mor Mbaye       |
| 31 | Norvegia (bandiera) | D     | Marius Berntsen Olsen   |
| 33 | Norvegia (bandiera) | D     | Kevin Anders Brusethaug |

## Calciomercato

### Sessione invernale(dal 09/01 al 01/04)
| Arrivi           | Arrivi                | Arrivi       | Arrivi        |
| R.               | Nome                  | da           | Modalità      |
| ---------------- | --------------------- | ------------ | ------------- |
| P                | Serigne Mor Mbaye     |              | svincolato    |
| P                | Sean McDermott        |              | svincolato    |
| D                | Christopher Lindquist | Strømsgodset | prestito      |
| C                | Haris Cirak           |              | svincolato    |
| C                | Meinhard Olsen        |              | svincolato    |
| A                | Thomas Amang          | Molde        | prestito      |
| A                | Kristoffer Hoven      |              | svincolato    |
| Altre operazioni |                       |              |               |
| R.               | Nome                  | da           | Modalità      |
| D                | Joakim Bjerkås        | Levanger     | fine prestito |

| Partenze | Partenze              | Partenze  | Partenze   |
| R.       | Nome                  | a         | Modalità   |
| -------- | --------------------- | --------- | ---------- |
| P        | Conny Månsson         |           | ritiro     |
| P        | Sean McDermott        |           | svincolato |
| D        | Joakim Bjerkås        | Sunndal   | prestito   |
| C        | Sverre Økland         |           | svincolato |
| C        | Jonas Rønningen       |           | svincolato |
| C        | Stian Semb Aasmundsen | Mjøndalen | definitivo |
| A        | Simon Alexandersson   | Dalkurd   | prestito   |

### Tra le due sessioni
| Arrivi | Arrivi | Arrivi | Arrivi   |
| R.     | Nome   | da     | Modalità |
| ------ | ------ | ------ | -------- |

| Partenze | Partenze      | Partenze | Partenze   |
| R.       | Nome          | a        | Modalità   |
| -------- | ------------- | -------- | ---------- |
| C        | Brent Lepistu | Lahti    | definitivo |

### Sessione estiva(dal 01/08 al 31/08)
| Arrivi | Arrivi           | Arrivi       | Arrivi     |
| R.     | Nome             | da           | Modalità   |
| ------ | ---------------- | ------------ | ---------- |
| C      | Olav Øby         | KFUM Oslo    | definitivo |
| A      | Amahl Pellegrino | Strømsgodset | definitivo |

| Partenze | Partenze              | Partenze       | Partenze      |
| R.       | Nome                  | a              | Modalità      |
| -------- | --------------------- | -------------- | ------------- |
| P        | Andreas Vaikla        | IFK Norrköping | definitivo    |
| D        | Christopher Lindquist | Strømsgodset   | fine prestito |
| C        | Haris Cirak           | GAIS           | definitivo    |
| A        | Thomas Amang          | Molde          | fine prestito |
| A        | Kristoffer Hoven      | Sogndal        | definitivo    |

## Risultati

### Eliteserien

#### Girone di andata
| Arbitro: | Saggi (Drammen) |

|                       |           |  |
| Bytyqi 34’ Tripić 46’ | Marcatori |  |

| Arbitro: | Hafsås (Trondheim) |

|                   |           |  |
| Bye 45’ Hoven 85’ | Marcatori |  |

| Arbitro: | Kjensli (Oslo) |

|                        |           |  |
| Rashani 19’ Børven 56’ | Marcatori |  |

| Kristiansund 22 aprile 2019, ore 18:00 4ª giornata | Kristiansund BK | 0 – 0 referto | Ranheim | Kristiansund Stadion (4.037 spett.)\| Arbitro: \| Døvle (Larvik) \| |
| Arbitro:                                           | Døvle (Larvik)  |               |         |                                                                     |

| Arbitro: | Eskås (Oslo) |

|                                   |           |                                      |
| Hopmark 61’ (aut.) Pellegrino 63’ | Marcatori | 6’, 30’ (rig.) Kastrati 71’ Kalludra |

| Arbitro: | Hagenes (Flaktveit) |

|           |           |  |
| Olsen 90’ | Marcatori |  |

| Arbitro: | Hansen (Feda) |

|  |           |             |
|  | Marcatori | 53’ Gjesdal |

| Arbitro: | Hafsås (Trondheim) |

|                                 |           |                              |
| Bye 34’ Psyché 41’ Kalludra 56’ | Marcatori | 6’ Omoijuanfo 31’ (aut.) Bye |

| Haugesund 19 maggio 2019, ore 18:00 9ª giornata | Haugesund       | 0 – 0 referto | Kristiansund BK | Haugesund Stadion (4.559 spett.)\| Arbitro: \| Saggi (Drammen) \| |
| Arbitro:                                        | Saggi (Drammen) |               |                 |                                                                   |

| Arbitro: | Hagen (Grue) |

|         |           |                        |
| Bye 79’ | Marcatori | 15’ Evjen 72’ J. Hauge |

| Arbitro: | Kjensli (Oslo) |

|             |           |          |
| Gauseth 22’ | Marcatori | 85’ Diop |

| Arbitro: | Smehus Kringstad |

|  |           |                 |
|  | Marcatori | 89’ (rig.) Boli |

| Arbitro: | Døvle (Larvik) |

|                   |           |  |
| Jensen 45’ (rig.) | Marcatori |  |

| Arbitro: | Steen (Bergen) |

|                                                  |           |                         |
| Kalludra 6’ Psyché 23’, 90’ Bye 35’ Kastrati 61’ | Marcatori | 40’ Melgalvis 73’ Ebiye |

| Arbitro: | Moen (Haugesund) |

|                            |           |           |
| Bamba 3’ Eggen Rismark 61’ | Marcatori | 76’ Sørli |

#### Girone di ritorno
| Arbitro: | Hansen (Feda) |

|                  |           |          |
| Vilhjálmsson 76’ | Marcatori | 8’ Sørmo |

| Arbitro: | Eskås (Oslo) |

|            |           |            |
| Psyché 59’ | Marcatori | 20’ Børven |

| Arbitro: | Moen (Haugesund) |

|                        |           |  |
| Junker 15’ Bohinen 80’ | Marcatori |  |

| Arbitro: | Smehus Kringstad |

|                                                  |           |  |
| Psyché 14’ Sørli 45’ Pellegrino 47’ Kastrati 59’ | Marcatori |  |

| Arbitro: | Kjensli (Oslo) |

|                  |           |                           |
| Tønne 64’ (rig.) | Marcatori | 77’ Pellegrino 90’ Psyché |

| Arbitro: | Hafsås (Trondheim) |

|                |           |  |
| Pellegrino 13’ | Marcatori |  |

| Arbitro: | Hansen (Feda) |

|                   |           |                |
| Psyché 44’ (aut.) | Marcatori | 48’ Pellegrino |

| Arbitro: | Smehus Kringstad |

|                                  |           |                    |
| Pellegrino 11’ Øwre Gjertsen 85’ | Marcatori | 50’, 63’ Samuelsen |

| Arbitro: | Hobber Nilsen (Oslo) |

|                                                   |           |  |
| Azemi 4’, 25’ Nilsen 38’ Jenssen 48’ Espejord 76’ | Marcatori |  |

| Arbitro: | Døvle (Larvik) |

|                              |           |                             |
| Øwre Gjertsen 43’ Psyché 83’ | Marcatori | 21’ David 56’ Maars Johnsen |

| Arbitro: | Hansen (Feda) |

|                                    |           |                            |
| Pellegrino 43’, 59’, 63’ Sørli 90’ | Marcatori | 49’ Torsteinbø 73’ Vikstøl |

| Arbitro: | Steen (Bergen) |

|                       |           |  |
| Aursnes 15’ James 59’ | Marcatori |  |

| Arbitro: | Saggi (Drammen) |

|                                                       |           |  |
| Isaksen 13’ Letellier 30’ (aut.) Aasbak 61’ Sørli 67’ | Marcatori |  |

| Arbitro: | Døvle (Larvik) |

|                                       |           |  |
| Evjen 60’ Saltnes 72’ Dahl Reitan 90’ | Marcatori |  |

| Arbitro: | Hobber Nilsen (Oslo) |

|           |           |                                 |
| Sørli 45’ | Marcatori | 19’ Maigaard 55’ Tchamba Bangou |

### Norgesmesterskapet
| Arbitro: | Halsen |

|  |           |           |
|  | Marcatori | 36’ Olsen |

| Arbitro: | Halsen |

|            |           |                                   |
| Rekdal 58’ | Marcatori | 70’ (rig.) Kastrati 120’ Kalludra |

| Arbitro: | Hansen Grøtta |

|              |           |                                     |
| Sakshaug 90’ | Marcatori | 53’ (rig.) Coly 58’ (rig.), 83’ Bye |

| Arbitro: | Hafsås (Trondheim) |

|           |           |                             |
| Sørli 76’ | Marcatori | 82’ Lauritsen 106’ Svendsen |

## Statistiche

### Statistiche di squadra
| Competizione       | Punti | In casa | In casa | In casa | In casa | In casa | In casa | In trasferta | In trasferta | In trasferta | In trasferta | In trasferta | In trasferta | Totale | Totale | Totale | Totale | Totale | Totale | DR |
| Competizione       | Punti | G       | V       | N       | P       | Gf      | Gs      | G            | V            | N            | P            | Gf           | Gs           | G      | V      | N      | P      | Gf     | Gs     | DR |
| ------------------ | ----- | ------- | ------- | ------- | ------- | ------- | ------- | ------------ | ------------ | ------------ | ------------ | ------------ | ------------ | ------ | ------ | ------ | ------ | ------ | ------ | -- |
| Eliteserien        | 41    | 15      | 8       | 4       | 3       | 31      | 16      | 15           | 3            | 4            | 8            | 10           | 25           | 30     | 11     | 8      | 11     | 41     | 41     | 0  |
| Norgesmesterskapet | -     | 1       | 0       | 0       | 1       | 1       | 2       | 3            | 3            | 0            | 0            | 6            | 2            | 4      | 3      | 0      | 1      | 7      | 4      | +3 |
| Totale             | -     | 16      | 8       | 4       | 4       | 32      | 18      | 18           | 6            | 4            | 8            | 16           | 27           | 34     | 14     | 8      | 12     | 48     | 45     | +3 |

### Andamento in campionato
| Giornata  | 1  | 2 | 3  | 4  | 5 | 6 | 7 | 8 | 9 | 10 | 11 | 12 | 13 | 14 | 15 | 16 | 17 | 18 | 19 | 20 | 21 | 22 | 23 | 24 | 25 | 26 | 27 | 28 | 29 | 30 |
| --------- | -- | - | -- | -- | - | - | - | - | - | -- | -- | -- | -- | -- | -- | -- | -- | -- | -- | -- | -- | -- | -- | -- | -- | -- | -- | -- | -- | -- |
| Luogo     | T  | C | T  | C  | T | C | T | C | T | C  | T  | C  | T  | C  | T  | T  | C  | T  | C  | T  | C  | T  | C  | T  | C  | C  | T  | C  | T  | C  |
| Risultato | P  | V | P  | N  | V | V | V | V | N | P  | N  | P  | P  | V  | P  | N  | N  | P  | V  | V  | V  | N  | N  | P  | N  | V  | P  | V  | P  | P  |
| Posizione | 15 | 7 | 12 | 11 | 8 | 6 | 5 | 5 | 5 | 6  | 6  | 7  | 7  | 6  | 8  | 7  | 7  | 9  | 7  | 6  | 6  | 7  | 6  | 7  | 7  | 6  | 6  | 6  | 6  | 6  |

Fonte:  Eliteserien 2019, su altomfotball.no, Altomfotball.
Legenda:

Luogo: C = Casa; T = Trasferta. Risultato: V = Vittoria; N = Pareggio; P = Sconfitta.

### Statistiche dei giocatori
| Giocatore         | Eliteserien | Eliteserien | Eliteserien | Eliteserien | Norgesmesterskapet | Norgesmesterskapet | Norgesmesterskapet | Norgesmesterskapet | Coppe europee | Coppe europee | Coppe europee | Coppe europee | Altre coppe | Altre coppe | Altre coppe | Altre coppe | Totale   | Totale | Totale      | Totale     |
| Giocatore         | Presenze    | Reti        | Ammonizioni | Espulsioni  | Presenze           | Reti               | Ammonizioni        | Espulsioni         | Presenze      | Reti          | Ammonizioni   | Espulsioni    | Presenze    | Reti        | Ammonizioni | Espulsioni  | Presenze | Reti   | Ammonizioni | Espulsioni |
| ----------------- | ----------- | ----------- | ----------- | ----------- | ------------------ | ------------------ | ------------------ | ------------------ | ------------- | ------------- | ------------- | ------------- | ----------- | ----------- | ----------- | ----------- | -------- | ------ | ----------- | ---------- |
| C. Aasbak         | 27          | 1           | 3           | 0           | 0                  | 0                  | 0                  | 0                  |               |               |               |               |             |             |             |             | 27       | 1      | 3           | 0          |
| T. Amang          | 11          | 0           | 1           | 0           | 4                  | 0                  | 0                  | 0                  |               |               |               |               |             |             |             |             | 15       | 0      | 1           | 0          |
| M. Berntsen Olsen | 0           | 0           | 0           | 0           | 0                  | 0                  | 0                  | 0                  |               |               |               |               |             |             |             |             | 0        | 0      | 0           | 0          |
| K. Brusethaug     | 0           | 0           | 0           | 0           | 0                  | 0                  | 0                  | 0                  |               |               |               |               |             |             |             |             | 0        | 0      | 0           | 0          |
| B. Bye            | 23          | 4           | 1           | 0           | 3                  | 2                  | 0                  | 0                  |               |               |               |               |             |             |             |             | 26       | 6      | 1           | 0          |
| H. Cirak          | 9           | 0           | 3           | 0           | 4                  | 0                  | 1                  | 0                  |               |               |               |               |             |             |             |             | 13       | 0      | 4           | 0          |
| A. Coly           | 23          | 0           | 6           | 0           | 4                  | 1                  | 0                  | 0                  |               |               |               |               |             |             |             |             | 27       | 1      | 6           | 0          |
| A. Diop           | 27          | 1           | 6           | 0           | 2                  | 0                  | 0                  | 0                  |               |               |               |               |             |             |             |             | 29       | 1      | 6           | 0          |
| H. Gjesdal        | 7           | 1           | 1           | 0           | 3                  | 0                  | 1                  | 0                  |               |               |               |               |             |             |             |             | 10       | 1      | 2           | 0          |
| A. Hopmark        | 17          | 0           | 0           | 0           | 0                  | 0                  | 0                  | 0                  |               |               |               |               |             |             |             |             | 17       | 0      | 0           | 0          |
| K. Hoven          | 6           | 1           | 1           | 0           | 3                  | 0                  | 0                  | 0                  |               |               |               |               |             |             |             |             | 9        | 1      | 1           | 0          |
| J. Isaksen        | 14          | 1           | 1           | 1           | 2                  | 0                  | 0                  | 0                  |               |               |               |               |             |             |             |             | 16       | 1      | 1           | 1          |
| L. Kalludra       | 26          | 3           | 1           | 0           | 2                  | 1                  | 0                  | 0                  |               |               |               |               |             |             |             |             | 28       | 4      | 1           | 0          |
| F. Kastrati       | 19          | 4           | 1           | 0           | 2                  | 1                  | 0                  | 0                  |               |               |               |               |             |             |             |             | 21       | 5      | 1           | 0          |
| B. Lepistu        | 0           | 0           | 0           | 0           | 1                  | 0                  | 0                  | 0                  |               |               |               |               |             |             |             |             | 1        | 0      | 0           | 0          |
| C. Lindquist      | 0           | 0           | 0           | 0           | 1                  | 0                  | 0                  | 0                  |               |               |               |               |             |             |             |             | 1        | 0      | 0           | 0          |
| S. Mbaye          | 2           | -2          | 0           | 0           | 4                  | -4                 | 0                  | 0                  |               |               |               |               |             |             |             |             | 6        | -6     | 0           | 0          |
| S. McDermott      | 28          | -39         | 1           | 0           | 0                  | 0                  | 0                  | 0                  |               |               |               |               |             |             |             |             | 28       | -39    | 1           | 0          |
| O. Øby            | 3           | 0           | 0           | 0           | -                  | -                  | -                  | -                  |               |               |               |               |             |             |             |             | 3        | 0      | 0           | 0          |
| M. Olsen          | 11          | 1           | 0           | 0           | 3                  | 1                  | 0                  | 0                  |               |               |               |               |             |             |             |             | 14       | 2      | 0           | 0          |
| T. Øwre Gjertsen  | 28          | 2           | 1           | 0           | 4                  | 0                  | 0                  | 0                  |               |               |               |               |             |             |             |             | 32       | 2      | 1           | 0          |
| A. Pellegrino     | 10          | 8           | 1           | 0           | -                  | -                  | -                  | -                  |               |               |               |               |             |             |             |             | 10       | 8      | 1           | 0          |
| C. Psyché         | 26          | 7           | 3           | 0           | 1                  | 0                  | 1                  | 0                  |               |               |               |               |             |             |             |             | 27       | 7      | 4           | 0          |
| E. Sivertsen      | 8           | 0           | 0           | 0           | 4                  | 0                  | 0                  | 0                  |               |               |               |               |             |             |             |             | 12       | 0      | 0           | 0          |
| S. Sørli          | 23          | 5           | 0           | 0           | 2                  | 1                  | 1                  | 0                  |               |               |               |               |             |             |             |             | 25       | 6      | 1           | 0          |
| B. Sørmo          | 26          | 1           | 3           | 0           | 2                  | 0                  | 0                  | 0                  |               |               |               |               |             |             |             |             | 28       | 1      | 3           | 0          |
| D. Ulvestad       | 25          | 0           | 3           | 0           | 2                  | 0                  | 0                  | 0                  |               |               |               |               |             |             |             |             | 27       | 0      | 3           | 0          |
| P. Ulvestad       | 21          | 0           | 4           | 0           | 3                  | 0                  | 0                  | 0                  |               |               |               |               |             |             |             |             | 24       | 0      | 4           | 0          |
| A. Vaikla         | 0           | 0           | 0           | 0           | 0                  | 0                  | 0                  | 0                  |               |               |               |               |             |             |             |             | 0        | 0      | 0           | 0          |